# Helvete
Helvete, abgeleitet von „Hels vite“, ist das norwegische und schwedische Wort für „Hölle“. Es ist häufig auch als Schimpfwort zu hören. In der germanischen Mythologie wird mit „Hel“ sowohl die Unterwelt als auch ihre Herrscherin bezeichnet. Die christliche Umdeutung der Unterwelt zu einem Ort der Strafe für die Ungläubigen spiegelt sich im zweiten Wortteil („vite“: „Buße“) wider. Es existiert auch im Dänischen als Helvede und im Finnischen als "Helvetti".

## Geografische Orte

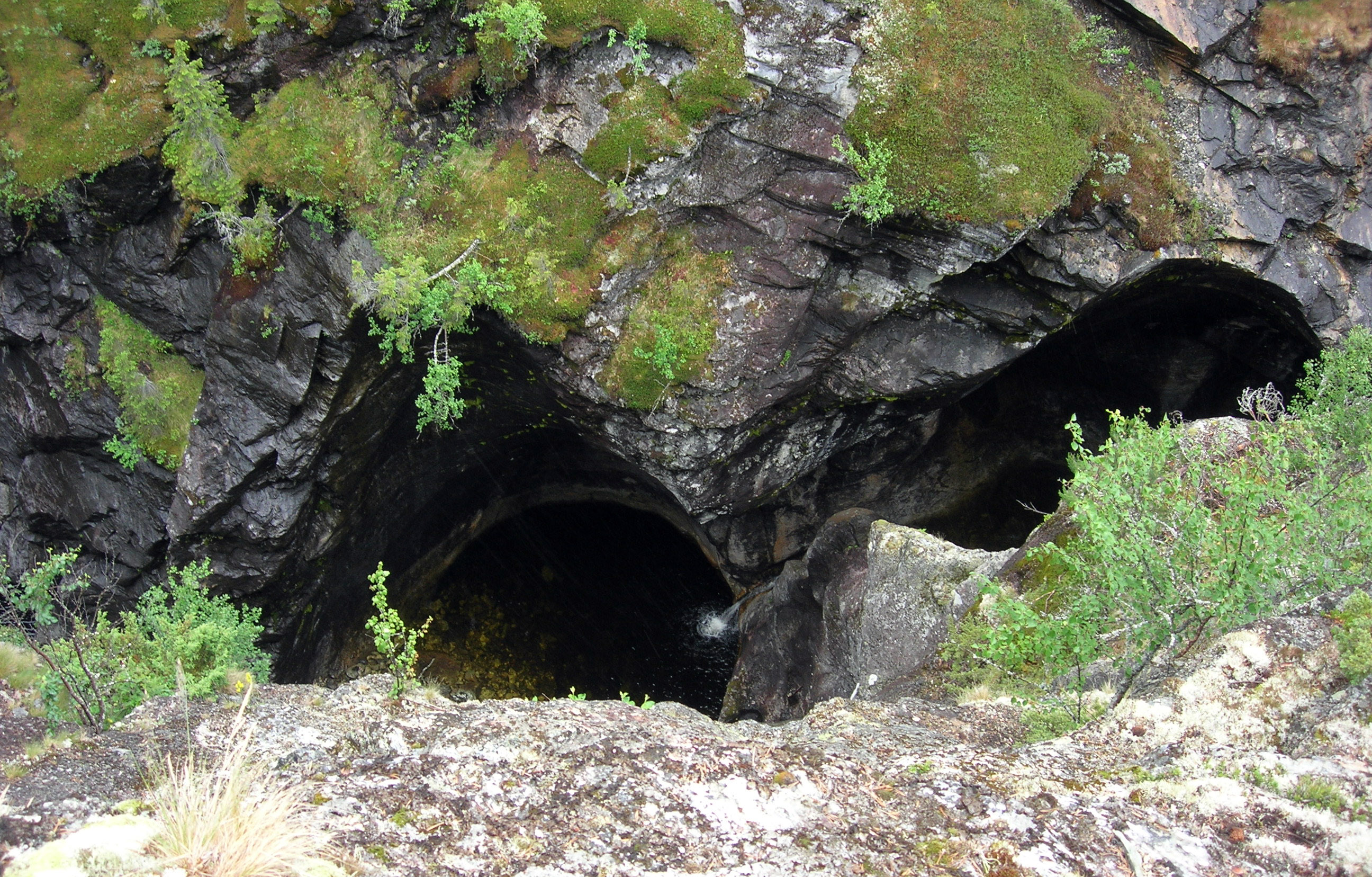
Helvete-Schlucht in Espedalen

Geografische Orte (meist enge Täler) in skandinavischen Ländern, die mit „Helvete“ im Sinn von „Hölle“ bezeichnet werden:
- Eine Schlucht südlich des Espedalsees in der Kommune Gausdal. Dort befindet sich Norwegens größte Ansammlung von Riesengrotten mit bis zu 50 Metern Tiefe und 20–30 Metern Breite.

## Metal
„Helvete“ war der Name eines Black- und Death-Metal-Plattenladens in Oslo Anfang der 1990er. Der Laden gilt als Kernpunkt der damaligen Black-Metal-Szene, auf deren Konto mehrere Morde und Kirchenbrandstiftungen gehen. Der Inhaber des „Helvete“ war der 1993 von Varg Vikernes (Burzum) ermordete Øystein „Euronymous“ Aarseth (Mayhem).
In Oberhausen befindet sich ein Heavy-Metal- und Hard-Rock-Pub/Live-Club gleichen Namens. Des Weiteren veröffentlichte die schwedische Grindcore-Band Nasum 2003 ihr drittes Album unter dem Namen „Helvete“.